# Villa romana de Cambre
Villa romana de Cambre es un yacimiento arqueológico situado en Cambre, localidad de Galicia (España). Este yacimiento se encontró accidentalmente en el año 1998 a causa de unas obras. Fue una villae rural que puede datarse entre los siglos II y IV, asentada en uno de los diferentes niveles de una terraza fluvial. Está integrado en la Red gallega de patrimonio arqueológico.

## Centro de interpretación y museo arqueológico de Cambre
Con motivo de una actuación arqueológica previa a la construcción de un bloque de viviendas en un lugar situado entre el asentamiento castreño y el monasterio del que formaba parte una iglesia, se encontraron una serie de restos arqueológicos de la época romana, correspondientes a una parte de una villa romana tardía. Los restos fueron desplazados del lugar del hallazgo, frente a la iglesia románica de Santa María, hasta el museo del centro de interpretación, integrado actualmente en el Museo Arqueológico de Cambre.
El museo se divide en dos espacios:
- El primero contiene unos paneles explicativos y unas vitrinas con los restos encontrados (cerámicas de tierra silícea, restos pictóricos). Los paneles sitúan al visitante en el contexto histórico, comenzando con la romanización de Galicia, la apariencia de las villas romanas y el proceso de restauración de las pinturas.
- En el segundo espacio están los restos arqueológicos, acompañados de unas maquetas que reconstruyen a escala la villa.

## Baño y letrinas
El hallazgo consiste en un baño (balneum) y unas letrinas (letrinae). Los muros son de mampostería y relleno (opus incertum).
- Baño: Por los restos encontrados se deduce que se trató de una estancia rectangular cubierta interiormente por una bóveda de cañón y exteriormente por una cubierta a dos aguas de teja (tegulae). Fue un baño frío (frigidarium). Se accede a la bañera mediante unas escaleras recubiertas con mortero impermeabilizante de cascote de ladrillo (opus signinum) y con los ángulos rematados en bordes estancos del mismo material. El mortero se recubre con una capa de cal de color blanco, a fin de acentuar la visión decorativa en la bóveda, de temas marinos, a través del reflejo de la pintura.
- Letrinas: Se conservan en peor estado que los baños. Se ha interpretado que eran colectivas. Bajado cada línea de asientos había una canalización, y los residuos discurrían hasta una arqueta que depuraba las aguas.

## Pinturas murales

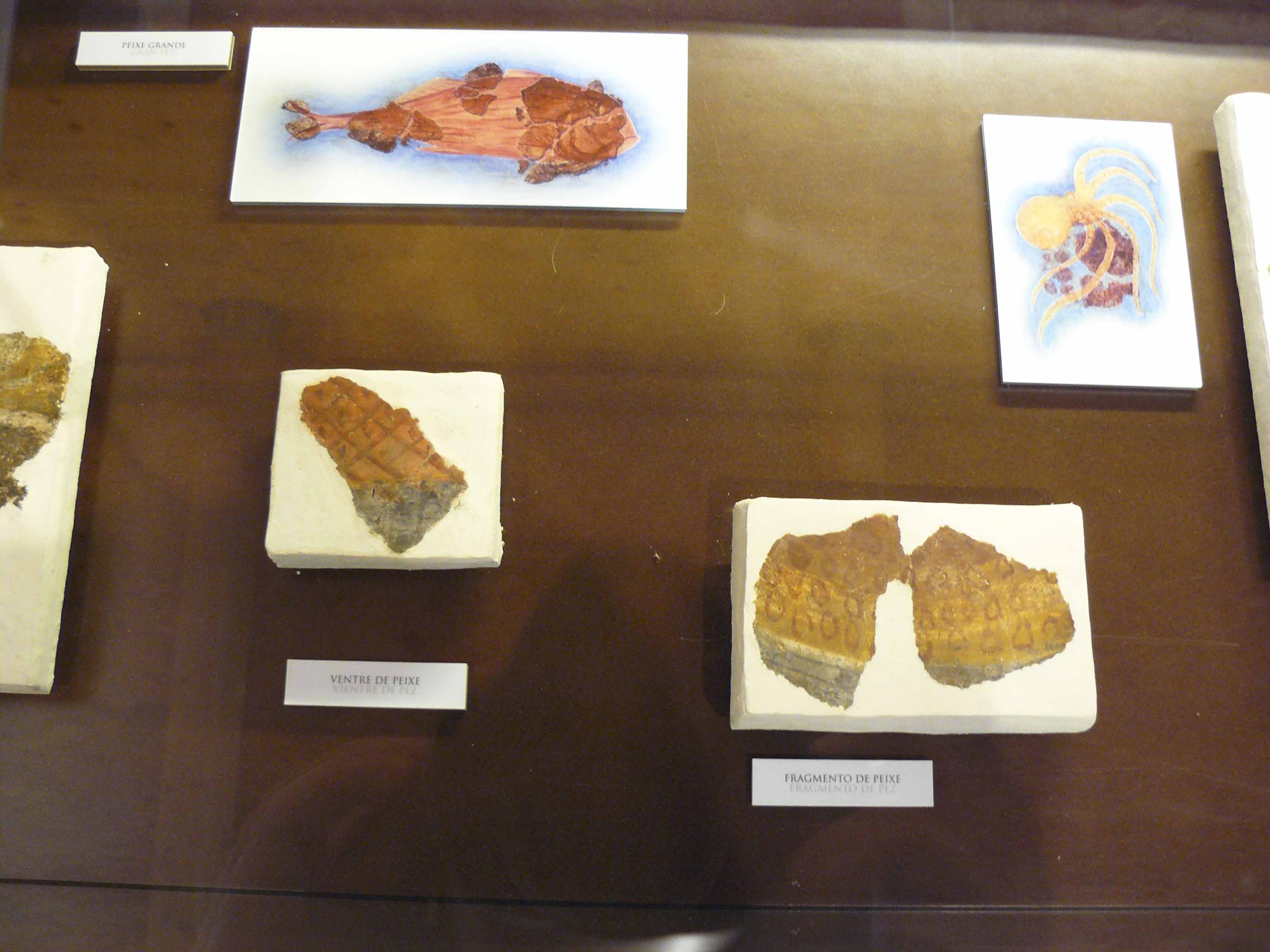
Restos de las pinturas.

### Bóveda
Estas pinturas son el descubrimiento más importante, ya que son una de las pocas muestras de pintura mural en las que se representa el mar desde el punto de vista mimético; es decir, sin idealizarlo. De la representación pictórica de la bóveda se conserva el fondo azul del mar con su fauna marina (peces, un pulpo -del que se pueden ver únicamente los tentáculos- y una vieira).
Este realismo apenas tiene comparación en el resto del mundo romano, a excepción de grandes hallazgos como Pompeya y Herculano, ya que la representación romana del océano, tanto en pinturas como en mosaicos, era habitualmente mitológica, presentándose al mar como lecho de una fauna marítima y terrestre modificada, o bien gastronómica, mostrando los manjares que podían obtener los huéspedes del anfitrión. En cualquier caso no de una forma naturalista del medio, efecto del que se beneficiaba la piscina, gracias al reflejo de sus propias aguas sobre las pinturas.
Algunos estudios comparan las pinturas de Cambre con otras encontradas recientemente en Lugo y La Coruña. Esto hace suponer la existencia de un taller de pintura romana localizado en Galicia.

### Paredes
Las paredes estuvieron decoradas con motivos geométricos sobre estuco: casetones con rombos, círculos, triángulos y motivos vegetales.